# Lasioglossum musculoides
Lasioglossum musculoides är en biart som beskrevs av Ebmer 1974. Lasioglossum musculoides ingår i släktet smalbin, och familjen vägbin. Inga underarter finns listade i Catalogue of Life.